# Saint-Roman (Drôme)
Saint-Roman ist eine Gemeinde im französischen Département Drôme in der Region Auvergne-Rhône-Alpes. Sie grenzt im Nordwesten an Solaure en Diois mit Aix-en-Diois, im Norden an Laval-d’Aix, im Osten an Châtillon-en-Diois, im Süden an Menglon und im Südwesten an Barnave und Montmaur-en-Diois.

## Bevölkerungsentwicklung
| Jahr                       | 1962 | 1968 | 1975 | 1982 | 1990 | 1999 | 2008 | 2017 |
| -------------------------- | ---- | ---- | ---- | ---- | ---- | ---- | ---- | ---- |
| Einwohner                  | 140  | 117  | 119  | 145  | 160  | 136  | 160  | 201  |
| Quellen: Cassini und INSEE |      |      |      |      |      |      |      |      |